# Plán (kartografie)

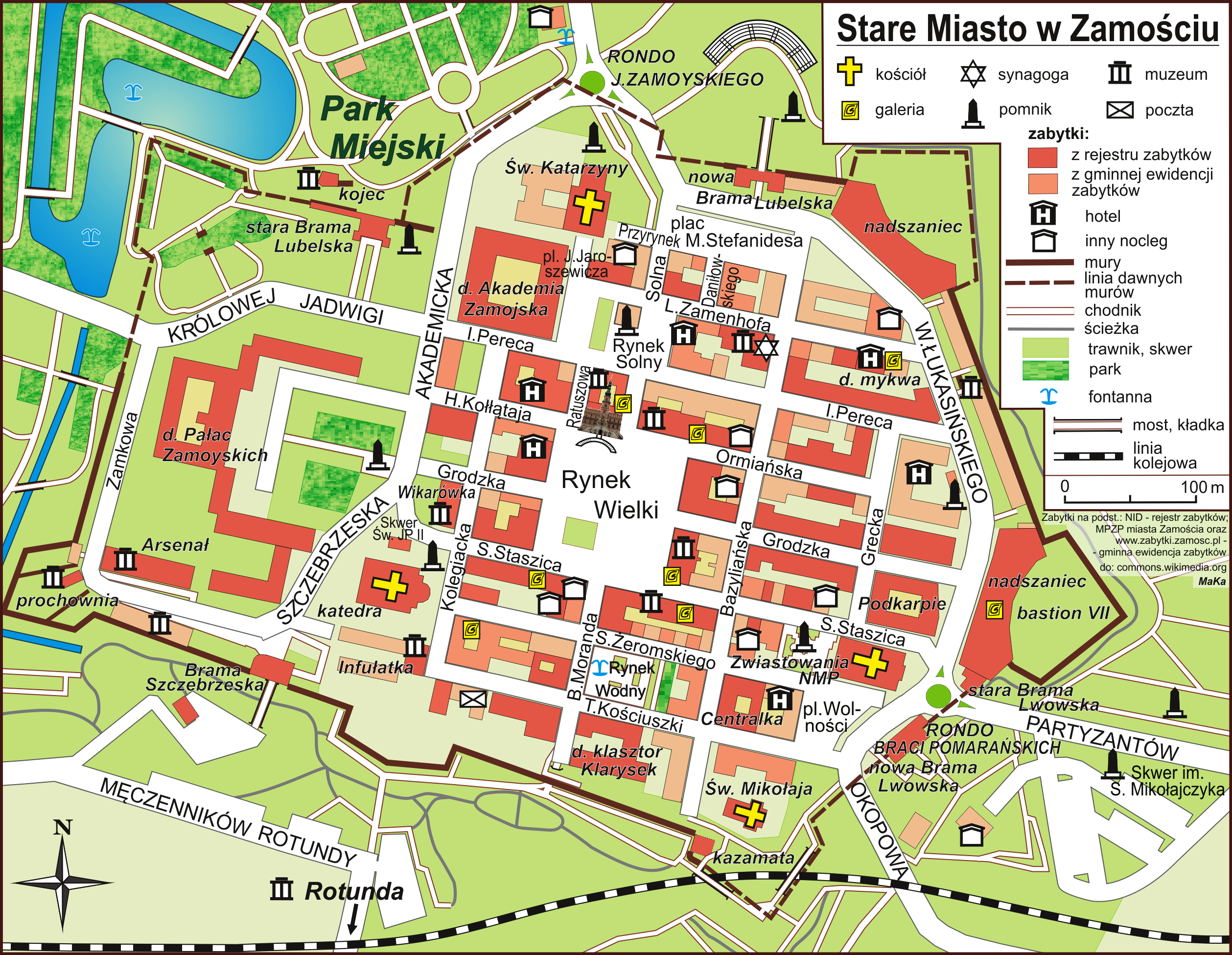
Plán polského města Zamość

Plán je generalizovaný obraz velkého měřítka, zanedbávající zakřivení Země. Při konstrukci plánu je jako referenční plocha využíváno roviny nikoli koule či elipsoidu.
Plán se vyznačuje jednotným měřítkem obvykle větším než 1:5 000, značné je zejména výškové zkreslení, které při 15 km činí 15,3 metru. Použitím vhodného kartografického zobrazení je možné zkreslení snížit, výsledkem však není plán, nýbrž mapa.